# U.S. Soccer Development Academy
 (juin 2024).
La mise en forme du texte ne suit pas les recommandations de Wikipédia : il faut le « wikifier ».
Les points d'amélioration suivants sont les cas les plus fréquents :
- Les titres sont pré-formatés par le logiciel. Ils ne sont ni en capitales, ni en gras.
- Le texte ne doit pas être écrit en capitales (les noms de famille non plus), ni en gras, ni en italique, ni en « petit »…
- Le gras n'est utilisé que pour surligner le titre de l'article dans l'introduction, une seule fois.
- L'italique est rarement utilisé : mots en langue étrangère, titres d'œuvres, noms de bateaux, etc.
- Les citations ne sont pas en italique mais en corps de texte normal. Elles sont entourées par des guillemets français : « et ».
- Les listes à puces sont à éviter, des paragraphes rédigés étant largement préférés. Les tableaux sont à réserver à la présentation de données structurées (résultats, etc.).
- Les appels de note de bas de page (petits chiffres en exposant, introduits par l'outil «  Source ») sont à placer entre la fin de phrase et le point final[comme ça].
- Les liens internes (vers d'autres articles de Wikipédia) sont à choisir avec parcimonie. Créez des liens vers des articles approfondissant le sujet. Les termes génériques sans rapport avec le sujet sont à éviter, ainsi que les répétitions de liens vers un même terme.
- Les liens externes sont à placer uniquement dans une section « Liens externes », à la fin de l'article. Ces liens sont à choisir avec parcimonie suivant les règles définies. Si un lien sert de source à l'article, son insertion dans le texte est à faire par les notes de bas de page.
- La présentation des références doit suivre les conventions bibliographiques. Il est recommandé d'utiliser les modèles {{Ouvrage}}, {{Chapitre}}, {{Article}}, {{Lien web}} et/ou {{Bibliographie}}. Le mode d'édition visuel peut mettre en forme automatiquement les références.
- Insérer une infobox (cadre d'informations à droite) n'est pas obligatoire pour parachever la mise en page.

Pour une aide détaillée, merci de consulter Aide:Wikification.
Si vous pensez que ces points ont été résolus, vous pouvez retirer ce bandeau et améliorer la mise en forme d'un autre article.
 (juin 2024).
Le contenu est difficilement compréhensible vu les erreurs de traduction, qui sont peut-être dues à l'utilisation d'un logiciel de traduction automatique.
Actualités
La U.S. Soccer Development Academy (DA) était une ligue de soccer américaine. Formée en 2007, la ligue comprenait des académies de jeunes et des clubs de jeunes issus de diverses organisations, y compris la Major League Soccer et la United Soccer League. La mission de la DA était de fournir éducation, ressources et soutien pour influencer les environnements de club quotidiens afin de développer des joueurs de classe mondiale.
Pour la saison 2016-2017, l'Academy comptait 149 clubs au total, répartis dans cinq catégories d'âge : U-12, U-13, U-14, U-15/16 et U-17/18. L'Academy était en train d'élargir sa programmation pour inclure une Academy de développement féminin qui comptait 74 clubs et a débuté à l'automne 2017.
Le 15 mars 2020, U.S. Soccer a décidé de mettre fin aux activités de la Development Academy en raison de la situation financière créée par la pandémie de COVID-19.

## Rejoindre un club de l'Académie
Pour que les joueurs rejoignent l'Académie, ils doivent d'abord rejoindre l'un des clubs membres. L'Académie suggère à tout joueur intéressé de contacter directement le club pour des informations spécifiques sur la manière de rejoindre le club. Les clubs peuvent être trouvés en fonction du groupe d'âge au sein des trois conférences régionales.
Les clubs doivent postuler directement à l'Académie via le site web. Les candidatures pour les clubs masculins sont disponibles au début de l'automne sur le site web de la Development Academy. Les clubs acceptés rejoignent l'Académie lors de la saison suivante.

## Histoire
La U.S. Soccer Development Academy a été fondée en 2007, à la suite d'une revue approfondie du développement des joueurs d'élite menée par la USSF, pour servir de plus haut niveau pour le soccer jeunesse aux États-Unis et fournir un environnement d'entraînement d'élite quotidien pour le développement des joueurs. L'organisation a été créée dans le cadre d'un partenariat entre U.S. Soccer et des clubs de haut niveau à travers le pays, mettant l'accent sur un entraînement accru avec des matchs plus compétitifs par rapport à plus de matchs en général, dans le but ultime de produire des joueurs de classe mondiale.
La ligue vise à connecter directement les entraîneurs de l'équipe nationale de tous les niveaux d'âge avec les joueurs jeunes d'élite, tout en servant également de lieu pour le développement avancé des entraîneurs et des arbitres.
La ligue est unique parmi les autres ligues de soccer professionnelles nationales, car elle fonctionne selon un calendrier basé sur l'hiver. La saison commence généralement en septembre et se termine en juin ou juillet. Il y a généralement une pause en janvier et février, et les joueurs ont l'été libre. La plupart des clubs sont associés à des équipes professionnelles, soit en Amérique du Nord à travers la MLS, la NASL ou la USL, soit avec des clubs européens. Les équipes professionnelles couvrent la plupart, voire tous les frais, tandis que les académies offrent un vivier de talents aux clubs professionnels.
La ligue a également accueilli deux équipes canadiennes, les côtés académiques respectifs des clubs professionnels des Vancouver Whitecaps FC et de l'Impact de Montréal de la MLS, le troisième, Toronto FC, les rejoignant en 2018.
La DA a célébré sa 10e saison et a récemment dévoilé un nouveau logo. Le logo présente un lien indissociable avec le blason de U.S. Soccer, et comporte les lettres "DA", pour Development Academy. Le mouvement vers l'avant et vers le haut de la forme du logo signifie la croissance stratégique et la direction du programme. Les quatre bandes représentent les quatre piliers de la Development Academy : l'excellence, la fierté, la tradition et l'éducation.
| Saison    | U18/19                   | U17/18                        | U16/17                      | U15/16                         |
| --------- | ------------------------ | ----------------------------- | --------------------------- | ------------------------------ |
| 2007–2008 | -                        | Baltimore Bays Chelsea        | -                           | Carmel United SC               |
| 2008–2009 | -                        | Carmel United SC              | -                           | Derby County Wolves            |
| 2009–2010 | -                        | Vardar SC Freiburg            | -                           | Chicago Fire Academy           |
| 2010–2011 | -                        | Pateadores Academy            | -                           | Los Angeles Galaxy Academy     |
| 2011–2012 | -                        | FC Dallas Development Academy | -                           | New York Red Bulls Academy     |
| 2012–2013 | -                        | New York Red Bulls Academy    | -                           | Real Salt Lake-Arizona Academy |
| 2013–2014 | -                        | Players Development Academy   | -                           | Los Angeles Galaxy Academy     |
| 2014–2015 | -                        | Chicago Fire Academy          | -                           | FC Dallas Development Academy  |
| 2015–2016 | -                        | FC Dallas Development Academy | -                           | FC Dallas Development Academy  |
| 2016–2017 | -                        | Texans SC Houston             | -                           | Atlanta United FC Academy      |
| 2017–2018 | New York City FC Academy | -                             | Seattle Sounders FC Academy | -                              |
| 2018–2019 | New York City FC Academy | -                             | Solar Soccer Club           | Toronto FC Academy             |

## Croissance et développement
Les nouvelles Initiatives de Développement des Joueurs (IDJ) de U.S. Soccer visent à donner aux joueurs les bons outils pour réussir et se développer au mieux de leurs capacités dans des environnements appropriés à leur âge. Vous pouvez trouver plus d'informations sur les meilleures pratiques, le Mandat de l'Année de Naissance et d'autres ressources sur la page d'accueil des Initiatives de Développement des Joueurs de U.S. Soccer.

### Formation des entraîneurs
L'Académie propose également des ressources et des licences de formation des entraîneurs de U.S. Soccer via le Centre de Formation en Ligne.

### Programme U-12
L'Académie de Développement s'est étendue pour inclure le groupe d'âge U-12 à l'automne 2016. Le programme U-12 de l'Académie améliore l'environnement d'entraînement pour les joueurs plus jeunes en fournissant des entraînements de meilleure qualité, moins de matchs mais plus significatifs, et des environnements d'apprentissage adaptés à leur âge. Le programme U-12 a été interrompu à la fin de la saison 2018-2019.

### Groupes d'âge U-13 et U-14
L'Académie de Développement a séparé le groupe d'âge U-13/14 en groupes d'âge individuels pour créer une base du parcours à U-13 et U-14, afin de se concentrer sur le développement individuel des joueurs. Cela fournira la base pour un parcours simplifié à long terme avec la flexibilité de déplacer les joueurs entre les effectifs au sein du club, une meilleure période de transition pour les joueurs du format 9 contre 9 au format 11 contre 11, et inclura les joueurs à développement tardif.
Le Programme U-13 de l'Académie suit le même calendrier que le programme U-13/14 actuel, comprenant des matchs en division, des entraînements de futsal et un événement de démonstration régional.

### Académie de Développement Féminin
L'Académie de Développement est heureuse d'annoncer que 74 clubs rejoindront l'Académie de Développement Féminin lors de la saison inaugurale de l'automne 2017. L'Académie de Développement Féminin fait partie de la position de leadership mondial de U.S. Soccer dans le football féminin et s'inscrit dans son plan à long terme visant à améliorer le développement des joueuses et des entraîneurs. Initialement, le programme comprendra trois groupes d'âge, U-14/15, U-16/17 et U-18/19. La mission du programme est de fournir une éducation, des ressources et un soutien pour influencer directement l'environnement quotidien des clubs afin de développer des joueuses de classe mondiale.

## Fermeture
Le 15 avril 2020, U.S. Soccer a décidé de mettre fin au fonctionnement de l'Académie de Développement en raison de la situation financière créée par la pandémie de COVID-19. Les clubs masculins transitionnent vers la MLS Next, tandis que les clubs féminins transitionnent vers la Girls Academy (GA) ou la Elite Clubs National League (ECNL),.

## Structure de l'académie
Le calendrier de l'Académie de Développement consiste en une saison de dix mois qui commence en septembre et se termine par des championnats en juillet. Les clubs font une pause dans les matchs de championnat pendant l'hiver en raison des conditions météorologiques, mais la plupart continuent de s'entraîner. Pendant la saison, chaque équipe de l'académie s'attend à jouer entre 25 et 30 matchs. Ces matchs se déroulent généralement au sein des divisions respectives des clubs, à l'exception des matchs de présentation et des matchs éliminatoires. Les équipes U-15/16 et U-17/18 participent aux Showcases d'été et d'hiver. Le Showcase d'été sert également de phase de groupes pour les playoffs de l'Académie. Les équipes qui se qualifient pour les playoffs de l'Académie peuvent s'attendre à jouer jusqu'à trois matchs supplémentaires.
L'Académie de Développement conçoit la structure du calendrier pour tous les clubs, et il incombe aux clubs d'organiser l'heure et le lieu de chaque match.
Chaque groupe d'âge a sa propre structure distinctive. Le programme U-12 prévoit que les joueurs s'entraînent plus souvent, mais jouent moins de matchs. Les programmes U-13 et U-14 participent à des présentations tout au long de l'année et jouent des matchs. Ces présentations comprennent la Présentation Régionale d'Automne, la Présentation de Futsal d'Hiver et la Présentation Nationale d'Été. Les programmes U-12, U-13 et U-14 ne participent pas aux playoffs.
Les groupes d'âge U-15/16 et U-17/18 concourent dans deux présentations nationales et des matchs de saison régulière. Comme mentionné ci-dessus, les Showcases d'été et d'hiver sont les événements principaux pour ces groupes d'âge. De plus, 32 équipes se qualifient pour les playoffs et les huit premières passent à la phase finale des championnats de l'académie.

## Groupes d'âge
L'Académie comptait 149 clubs au total, répartis dans cinq groupes d'âge : U-12, U-13, U-14, U-15/16 et U-17/18. Ces 149 clubs étaient tous situés dans dix-sept divisions géographiquement basées au niveau U-12, dix divisions géographiquement basées au niveau U-13 et U-14, et sept divisions géographiquement basées aux niveaux U-15/16 et U-17/18.

### Carte des équipes U-12
|    | Conférence Est      | Conférence Centrale | Conférence Ouest  |
| -- | ------------------- | ------------------- | ----------------- |
| 1. | Metro de New York   | Région de Chicago   | Washington        |
| 2. | Nouvelle-Angleterre | Grands Lacs         | Oregon            |
| 3. | Atlantique Nord     | Colorado            | Région de la Baie |
| 4. | Mi-Atlantique       | Texas               | LA                |
| 5. | Caroline            |                     | San Diego         |
| 6. | Géorgie             |                     |                   |
| 7. | Floride Nord        |                     |                   |
| 8. | Floride Sud         |                     |                   |

La ligue U-13/14 était divisée en dix divisions réparties sur trois conférences :

### Carte des équipes U-13 et U-14
|    | Conférence Est  | Conférence Centrale | Conférence Ouest |
| -- | --------------- | ------------------- | ---------------- |
| 1. | Nord-Est        | Midi-Amérique       | Nord-Ouest       |
| 2. | Métro           | Colorado            | Sud-Ouest        |
| 3. | Atlantique Nord | Frontière           |                  |
| 4. | Atlantique Sud  |                     |                  |
| 5. | Soleil          |                     |                  |

Les ligues U-15/16 et U-17/18 étaient divisées en sept divisions réparties sur trois conférences :

### Carte des équipes U-15/16 et U-17/18
|    | Conférence Est | Conférence Centrale | Conférence Ouest |
| -- | -------------- | ------------------- | ---------------- |
| 1. | Nord-Est       | Midi-Amérique       | Nord-Ouest       |
| 2. | Atlantique     | Frontière           | Sud-Ouest        |
| 3. | Sud-Est        |                     |                  |